# 1433年
| 千纪： | 2千纪 |
| 世纪： | 14世纪 \| 15世纪 \| 16世纪                                                                                 |
| 年代： | 1400年代 \| 1410年代 \| 1420年代 \| 1430年代 \| 1440年代 \| 1450年代 \| 1460年代                           |
| 年份： | 1428年 \| 1429年 \| 1430年 \| 1431年 \| 1432年 \| 1433年 \| 1434年 \| 1435年 \| 1436年 \| 1437年 \| 1438年 |
| 纪年： | 癸丑年（牛年）；明宣德八年；越南順天六年；日本永享五年                                                     |

## 大事记
- 5月31日——西吉斯蒙德在羅馬被加冕為神聖羅馬帝國皇帝。自從他的父親查理四世於1378年去世以來，沒有加冕皇帝。
- 8月14日——愛德華一世成為葡萄牙國王。
- 因為對盧卡發動的戰爭失敗，佛羅倫斯共和國判處科西莫·德·美第奇流放。
- 葡萄牙航海家吉爾·埃阿尼什沿非洲大陸海岸一直航行到了加那利群島。
- 勃艮第公國統一幣制。
- 零售一詞第一次被用為銷售數量的名詞。

## 逝世
- 鄭和，中國明代航海家、外交家、宦官。（1371年出生）
- 8月14日——若昂一世，葡萄牙阿維斯王朝國王，佩德羅一世的私生子，